# Peristômio

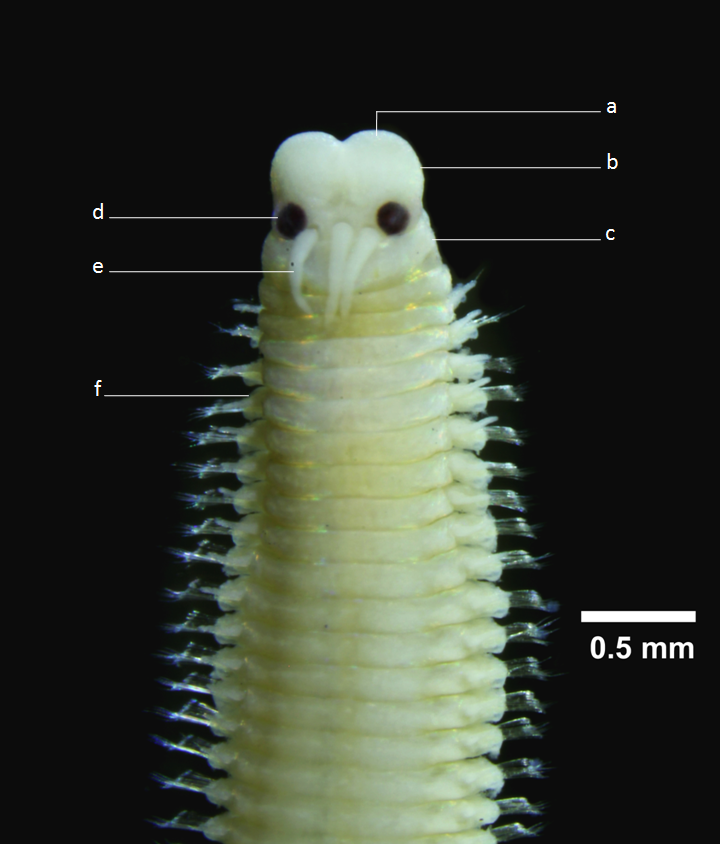
Poliqueta da espécie Lysidice oele (família Eunicidae), encontrado na Indonésia. a=lobo do lábio superior; b=prostômio; c=peristômio; d=olho; e=palpo; f=parapódio com cerdas. Em literatura mais antiga, com classificação defasada, "a" era palpo e "e" era antena.

O peristômio encontra-se na região anterior dos anelídeos, sendo identificado como o segundo “anel” no corpo desses animais. O peristômio é diretamente posterior ao prostômio, e anterior aos metâmeros verdadeiros dos anelídeos. Nos indivíduos com desenvolvimento indireto, o peristômio é derivado da porção da hiposfera da larva trocófora que se encontra em posição anterior ao telotróquio.
Os anelídeos possuem uma boca ventral, e essa, geralmente, pode ser encontrada entre o prostômio e o peristômio, ou apenas no peristômio. Dorsalmente, também entre prostômio e peristômio, podem ser encontrados um par de órgãos nucais com função sensorial, que podem apresentar-se em longas projeções, ou como um robusto lobo carnoso.
O peristômio pode apresentar um único par de cirros; os chamados cirros peristomiais. Devido a possíveis fusões entre o peristômio e os metâmeros seguintes a ele, é possível identificar uma série de parapódios atrofiados, dos quais os únicos remanescentes são os cirros dorsais, que, então, são chamados de cirros peristomiais (ou tentaculares). O número de cirros tentaculares varia entre famílias, mas costuma apresentar-se constante dentro das mesmas, com frequentes exceções. Nota-se que a fusão do peristômio aos seguintes segmentos é comum, e costuma estar presente mesmo na ausência de cirros tentaculares.
Entre o peristômio e o pigídio, pode ser identificada uma série de número variável de metâmeros verdadeiros. Esses metâmeros verdadeiros são derivados da zona de crescimento presente na porção posterior do corpo desses animais, que corresponde À zona de crescimento da trocófora. Por não ser uma estrutura derivada da zona de crescimento, o peristômio não é considerado um metâmero (ou segmento) verdadeiro. Pela definição, apenas crescimentos com câmara celômica derivados da zona de crescimento podem ser classificados como metâmeros verdadeiros. Esse é o mesmo caso para o prostômio e o pigídio, que se originam, respectivamente, de porções diferentes da região da larva trocófora chamadas episfera e hiposfera.